# Cray Y-MP
Cray Y-MP — параллельный векторный многопроцессорный суперкомпьютер (PVP/SMP) производства компании Cray Research, созданный в 1988 году как преемник предыдущей модели — X-MP. Большой вклад в разработку Y-MP внес ведущий инженер компании Cray Research Стив Чен до своего ухода из компании в сентябре 1987 года.

## Описание
По сравнению с X-MP, у Y-MP адресные регистры были увеличены с 24 до 32 бит. С целью облегчения перехода клиентов с X-MP на Y-MP, суперкомпьютер мог работать в двух режимах — в режиме Y-MP и в режиме совместимости с X-MP. Y-MP работал под управлением UNIX-подобной операционной системы Unicos.
В логических схемах проприетарных процессоров использовались СБИС на эмиттерно-связанной логике, а для их охлаждения была разработана новая система жидкостного охлаждения. Высокая плотность упаковки достигалась за счет использования 12-слойных печатных плат.
Y-MP мог поставляться с двумя, четырьмя или восемью векторными процессорами, имевшими время такта 6 нс (тактовая частота 167 МГц). Пиковая производительность каждого процессора составляла 333 Мфлопс. Объём главной памяти мог составлять 128, 256 или 512 Мб статической памяти SRAM.
Исходная модель Y-MP (иначе известная как Y-MP Model D) помещалась в том же корпусе, что и X-MP, но имела дополнительный шкаф посередине (там размещались платы с ЦПУ), образовывая при виде сверху букву «Y». Система могла оборудоваться одним или двумя подсистемами ввода-вывода Model D и, по желанию заказчика, — твердотельным накопителем объёмом от 256 Мб до 4 Гб.

## Модификации и дальнейшее развитие
В 1990 году на смену модели Y-MP Model D была выпущена модель Y-MP Model E, в которой прежнюю подсистему ввода-вывода заменили на новую — Model E, благодаря чему процесс ввода-вывода данных ускорился в 2 раза. Y-образный корпус был заменен на обычные шкафы (один или два в зависимости от конфигурации, со своей системой жидкостного охлаждения в каждом). Верхний предел объёма памяти увеличился до 2 Гб, а к компьютеру можно было подключать до 8 подсистем ввода-вывода. Модель «Model E» имела версии Y-MP 2E, Y-MP 4E, Y-MP 8E и Y-MP 8I. Версия 8I помещалась полностью в одном шкафу (I означало Integrated, то есть интегрированная), а версия 8E — в двух. Версии 2E и 4E позднее по желанию заказчика оборудовались дополнительной системой воздушного охлаждения.
Модель Y-MP C90 (1991 г.) описана отдельно.
Модель Y-MP M90, выпущенная в 1992 году, представляла собой вариант Y-MP Model E со сверхбольшим объёмом памяти. В ней SRAM-память была заменена на 32 Гб чуть более медленной, но более компактной DRAM-памятью. Модель Y-MP M90 также поставлялась в вариантах с двумя, четырьмя и восемью процессорами (M92, M94 и M98 соответственно). Позднее модель стала называться просто Cray M90.

## Y-MP EL
В 1992 году компания Cray выпустила более дешёвую модель под названием Y-MP EL (от англ. Entry Level — модель начального уровня). Это была реализация архитектуры Y-MP на СБИС с использованием КМОП-технологии. Конструктивно эта модель вобрала в себя проектные решения компьютера S-2 компании Supertek Computers, которую Cray приобрела в 1990 году. Модель EL имела воздушное охлаждение, меньшие размеры, могла питаться от обычной бытовой электросети и оборудовалась совершенно другими подсистемами ввода-вывода, основанными на стандарте VMEbus. Модель EL могла иметь до 4 процессоров с пиковой производительностью 133 Мфлопс каждый и иметь от 32 МБ до 1 ГБ DRAM-памяти. Преемником модели EL стала модель EL90, поставлявшаяся в 3 вариантах: EL92, EL94 и EL98).